# Liste der Mitglieder des Repräsentantenhauses im 110. Kongress der Vereinigten Staaten
- Dem.: 233
- Rep.: 202

Das Repräsentantenhaus des 110. US-Kongresses mit seinen 435 Abgeordneten bestand von Januar 2007 bis Januar 2009. Die Demokraten verfügte mit 236 Abgeordneten über eine komfortable Mehrheit, die Republikaner kamen auf 198 Sitze. Ein Mandat war am Ende der Legislaturperiode unbesetzt.

## Liste der Abgeordneten, Stand Januar 2009
Alabama
1. Jo Bonner (R)
2. Terry Everett (R)
3. Mike D. Rogers (R)
4. Robert Aderholt (R)
5. Robert E. Cramer (D)
6. Spencer Bachus (R)
7. Artur Davis (D)

Alaska
1. Don Young (R)

Arizona
1. Rick Renzi (R)
2. Trent Franks (R)
3. John Shadegg (R)
4. Ed Pastor (D)
5. Harry Mitchell (D)
6. Jeff Flake (R)
7. Raúl Grijalva (D)
8. Gabrielle Giffords (D)

Arkansas
1. Marion Berry (D)
2. Vic Snyder (D)
3. John Boozman (R)
4. Mike Ross (D)

Colorado
1. Diana DeGette (D)
2. Mark Udall (D)
3. John Salazar (D)
4. Marilyn Musgrave (R)
5. Doug Lamborn (R)
6. Tom Tancredo (R)
7. Ed Perlmutter (D)

Connecticut
1. John Larson (D)
2. Joe Courtney (D)
3. Rosa DeLauro (D)
4. Christopher Shays (R)
5. Chris Murphy (D)

Delaware
1. Michael Castle (R)

Florida
1. Jeff Miller (R)
2. Allen Boyd (D)
3. Corrine Brown (D)
4. Ander Crenshaw (R)
5. Ginny Brown-Waite (R)
6. Cliff Stearns (R)
7. John Mica (R)
8. Ric Keller (R)
9. Gus Bilirakis (R)
10. Bill Young (R)
11. Kathy Castor (D)
12. Adam Putnam (R)
13. Vern Buchanan (R)
14. Connie Mack (R)
15. Dave Weldon (R)
16. Tim Mahoney (D)
17. Kendrick Meek (D)
18. Ileana Ros-Lehtinen (R)
19. Robert Wexler (D)
20. Debbie Wasserman Schultz (D)
21. Lincoln Diaz-Balart (R)
22. Ron Klein (D)
23. Alcee Hastings (D)
24. Tom Feeney (R)
25. Mario Diaz-Balart (R)

Georgia
1. Jack Kingston (R)
2. Sanford Bishop (D)
3. Lynn Westmoreland (R)
4. Hank Johnson (D)
5. John Lewis (D)
6. Tom Price (R)
7. John Linder (R)
8. James C. Marshall (D)
9. Nathan Deal (R)
10. Paul Broun (R)
11. Phil Gingrey (R)
12. John Barrow (D)
13. David Scott (D)

Hawaii
1. Neil Abercrombie (D)
2. Mazie Hirono (D)

Idaho
1. Bill Sali (R)
2. Mike Simpson (R)

Illinois
1. Bobby L. Rush (D)
2. Jesse Jackson Jr. (D)
3. Dan Lipinski (D)
4. Luis Gutiérrez (D)
5. Rahm Emanuel (D)
6. Peter Roskam (R)
7. Danny K. Davis (D)
8. Melissa Bean (D)
9. Jan Schakowsky (D)
10. Mark Kirk (R)
11. Jerry Weller (R)
12. Jerry Costello (D)
13. Judy Biggert (R)
14. Bill Foster (D)
15. Tim Johnson (R)
16. Donald Manzullo (R)
17. Phil Hare (D)
18. Ray LaHood (R)
19. John Shimkus (R)

Indiana
1. Pete Visclosky (D)
2. Joe Donnelly (D)
3. Mark Souder (R)
4. Steve Buyer (R)
5. Dan Burton (R)
6. Mike Pence (R)
7. André Carson (D)
8. Brad Ellsworth (D)
9. Baron Hill (D)

Iowa
1. Bruce Braley (D)
2. David Loebsack (D)
3. Leonard Boswell (D)
4. Tom Latham (R)
5. Steve King (R)

Kalifornien
1. Mike Thompson (D)
2. Wally Herger (R)
3. Dan Lungren (R)
4. John Doolittle (R)
5. Doris Matsui (D)
6. Lynn Woolsey (D)
7. George Miller (D)
8. Nancy Pelosi (D)
9. Barbara Lee (D)
10. Ellen Tauscher (D)
11. Jerry McNerney (D)
12. Jackie Speier (D)
13. Pete Stark (D)
14. Anna Eshoo (D)
15. Mike Honda (D)
16. Zoe Lofgren (D)
17. Sam Farr (D)
18. Dennis Cardoza (D)
19. George Radanovich (R)
20. Jim Costa (D)
21. Devin Nunes (R)
22. Kevin McCarthy (R)
23. Lois Capps (D)
24. Elton Gallegly (R)
25. Howard McKeon (R)
26. David Dreier (R)
27. Brad Sherman (D)
28. Howard Berman (D)
29. Adam Schiff (D)
30. Henry Waxman (D)
31. Xavier Becerra (D)
32. Hilda Solis (D)
33. Diane Watson (D)
34. Lucille Roybal-Allard (D)
35. Maxine Waters (D)
36. Jane Harman (D)
37. Laura Richardson (D)
38. Grace Napolitano (D)
39. Linda Sánchez (D)
40. Ed Royce (R)
41. Jerry Lewis (R)
42. Gary Miller (R)
43. Joe Baca (D)
44. Ken Calvert (R)
45. Mary Bono (R)
46. Dana Rohrabacher (R)
47. Loretta Sanchez (D)
48. John B. T. Campbell (R)
49. Darrell Issa (R)
50. Brian Bilbray (R)
51. Bob Filner (D)
52. Duncan Hunter (R)
53. Susan Davis (D)

Kansas
1. Jerry Moran (R)
2. Nancy Boyda (D)
3. Dennis Moore (D)
4. Todd Tiahrt (R)

Kentucky
1. Ed Whitfield (R)
2. Ron Lewis (R)
3. John Yarmuth (D)
4. Geoff Davis (R)
5. Hal Rogers (R)
6. Ben Chandler (D)

Louisiana
1. Steve Scalise (R)
2. William J. Jefferson (D)
3. Charlie Melancon (D)
4. Jim McCrery (R)
5. Rodney Alexander (R)
6. Don Cazayoux (D)
7. Charles Boustany (R)

Maine
1. Tom Allen (D)
2. Mike Michaud (D)

Maryland
1. Wayne Gilchrest (R)
2. Dutch Ruppersberger (D)
3. John Sarbanes (D)
4. Donna Edwards (D)
5. Steny Hoyer (D)
6. Roscoe Bartlett (R)
7. Elijah Cummings (D)
8. Chris Van Hollen (D)

Massachusetts
1. John Olver (D)
2. Richard Neal (D)
3. Jim McGovern (D)
4. Barney Frank (D)
5. Niki Tsongas (D)
6. John F. Tierney (D)
7. Ed Markey (D)
8. Mike Capuano (D)
9. Stephen Lynch (D)
10. Bill Delahunt (D)

Michigan
1. Bart Stupak (D)
2. Pete Hoekstra (R)
3. Vern Ehlers (R)
4. David Lee Camp (R)
5. Dale E. Kildee (D)
6. Fred Upton (R)
7. Tim Walberg (R)
8. Mike J. Rogers (R)
9. Joe Knollenberg (R)
10. Candice Miller (R)
11. Thaddeus McCotter (R)
12. Sander M. Levin (D)
13. Carolyn Cheeks Kilpatrick (D)
14. John Conyers (D)
15. John Dingell (D)

Minnesota
1. Tim Walz (D)
2. John Kline (R)
3. Jim Ramstad (R)
4. Betty McCollum (D)
5. Keith Ellison (D)
6. Michele Bachmann (R)
7. Collin Peterson (D)
8. Jim Oberstar (D)

Mississippi
1. Travis Childers (R)
2. Bennie Thompson (D)
3. Chip Pickering (R)
4. Gene Taylor (D)

Missouri
1. William Lacy Clay (D)
2. Todd Akin (R)
3. Russ Carnahan (D)
4. Ike Skelton (D)
5. Emanuel Cleaver (D)
6. Sam Graves (R)
7. Roy Blunt (R)
8. Jo Ann Emerson (R)
9. Kenny Hulshof (R)

Montana
1. Denny Rehberg (R)

Nebraska
1. Jeff Fortenberry (R)
2. Lee Terry (R)
3. Adrian M. Smith (R)

Nevada
1. Shelley Berkley (D)
2. Dean Heller (R)
3. Jon Porter (R)

New Hampshire
1. Carol Shea-Porter (D)
2. Paul Hodes (D)

New Jersey
1. Rob Andrews (D)
2. Frank LoBiondo (R)
3. Jim Saxton (R)
4. Chris Smith (R)
5. Scott Garrett (R)
6. Frank Pallone (D)
7. Mike Ferguson (R)
8. Bill Pascrell (D)
9. Steve Rothman (D)
10. Donald M. Payne (D)
11. Rodney Frelinghuysen (R)
12. Rush D. Holt Jr. (D)
13. Albio Sires (D)

New Mexico
1. Heather Wilson (R)
2. Steve Pearce (R)
3. Tom Udall (D)

New York
1. Tim Bishop (D)
2. Steve Israel (D)
3. Peter T. King (R)
4. Carolyn McCarthy (D)
5. Gary Ackerman (D)
6. Gregory Meeks (D)
7. Joseph Crowley (D)
8. Jerrold Nadler (D)
9. Anthony Weiner (D)
10. Ed Towns (D)
11. Yvette Clarke (D)
12. Nydia Velázquez (D)
13. Vito Fossella (R)
14. Carolyn B. Maloney (D)
15. Charles B. Rangel (D)
16. José Serrano (D)
17. Eliot Engel (D)
18. Nita Lowey (D)
19. John Hall (D)
20. Kirsten Gillibrand (D)
21. Michael R. McNulty (D)
22. Maurice Hinchey (D)
23. John M. McHugh (R)
24. Mike Arcuri (D)
25. James T. Walsh (R)
26. Thomas M. Reynolds (R)
27. Brian Higgins (D)
28. Louise Slaughter (D)
29. Randy Kuhl (R)

North Carolina
1. G. K. Butterfield (D)
2. Bob Etheridge (D)
3. Walter B. Jones (R)
4. David Price (D)
5. Virginia Foxx (R)
6. Howard Coble (R)
7. Mike McIntyre (D)
8. Robin Hayes (R)
9. Sue Wilkins Myrick (R)
10. Patrick McHenry (R)
11. Heath Shuler (D)
12. Mel Watt (D)
13. Brad Miller (D)

North Dakota
1. Earl Pomeroy (D)

Ohio
1. Steve Chabot (R)
2. Jean Schmidt (R)
3. Mike Turner (R)
4. Jim Jordan (R)
5. Bob Latta (R)
6. Charlie Wilson (D)
7. Dave Hobson (R)
8. John Boehner (R)
9. Marcy Kaptur (D)
10. Dennis Kucinich (D)
11. Marcia Fudge (D)
12. Pat Tiberi (R)
13. Betty Sutton (D)
14. Steve LaTourette (R)
15. Deborah Pryce (R)
16. Ralph Regula (R)
17. Tim Ryan (D)
18. Zack Space (D)

Oklahoma
1. John A. Sullivan (R)
2. Dan Boren (D)
3. Frank Lucas (R)
4. Tom Cole (R)
5. Mary Fallin (R)

Oregon
1. David Wu (D)
2. Greg Walden (R)
3. Earl Blumenauer (D)
4. Peter DeFazio (D)
5. Darlene Hooley (D)

Pennsylvania
1. Bob Brady (D)
2. Chaka Fattah (D)
3. Phil English (R)
4. Jason Altmire (D)
5. John E. Peterson (R)
6. Jim Gerlach (R)
7. Joe Sestak (D)
8. Patrick Murphy (D)
9. Bill Shuster (R)
10. Chris Carney (D)
11. Paul E. Kanjorski (D)
12. John Murtha (D)
13. Allyson Schwartz (D)
14. Michael F. Doyle (D)
15. Charlie Dent (R)
16. Joseph R. Pitts (R)
17. Tim Holden (D)
18. Tim Murphy (R)
19. Todd Platts (R)

Rhode Island
1. Patrick Joseph Kennedy (D)
2. James Langevin (D)

South Carolina
1. Henry E. Brown (R)
2. Joe Wilson (R)
3. J. Gresham Barrett (R)
4. Bob Inglis (R)
5. John Spratt (D)
6. Jim Clyburn (D)

South Dakota
1. Stephanie Herseth Sandlin (D)

Tennessee
1. David Davis (R)
2. Jimmy Duncan (R)
3. Zach Wamp (R)
4. Lincoln Davis (D)
5. Jim Cooper (D)
6. Bart Gordon (D)
7. Marsha Blackburn (R)
8. John S. Tanner (D)
9. Steve Cohen (D)

Texas
1. Louie Gohmert (R)
2. Ted Poe (R)
3. Sam Johnson (R)
4. Ralph Hall (R)
5. Jeb Hensarling (R)
6. Joe Barton (R)
7. John Culberson (R)
8. Kevin Brady (R)
9. Al Green (D)
10. Michael McCaul (R)
11. Mike Conaway (R)
12. Kay Granger (R)
13. Mac Thornberry (R)
14. Ron Paul (R)
15. Rubén Hinojosa (D)
16. Silvestre Reyes (D)
17. Chet Edwards (D)
18. Sheila Jackson Lee (D)
19. Randy Neugebauer (R)
20. Charlie Gonzalez (D)
21. Lamar S. Smith (R)
22. Nick Lampson (D)
23. Ciro Rodriguez (D)
24. Kenny Marchant (R)
25. Lloyd Doggett (D)
26. Michael C. Burgess (R)
27. Solomon P. Ortiz (D)
28. Henry Cuellar (D)
29. Gene Green (D)
30. Eddie Bernice Johnson (D)
31. John Carter (R)
32. Pete Sessions (R)

Utah
1. Rob Bishop (R)
2. Jim Matheson (D)
3. Chris Cannon (R)

Vermont
1. Peter Welch (D)

Virginia
1. Rob Wittman (R)
2. Thelma Drake (R)
3. Robert C. Scott (D)
4. Randy Forbes (R)
5. Virgil Goode (R)
6. Bob Goodlatte (R)
7. Eric Cantor (R)
8. Jim Moran (D)
9. Rick Boucher (D)
10. Frank Wolf (R)
11. vakant – nach dem Rücktritt von Thomas M. Davis (R)

Washington
1. Jay Inslee (D)
2. Rick Larsen (D)
3. Brian Baird (D)
4. Doc Hastings (R)
5. Cathy McMorris (R)
6. Norman D. Dicks (D)
7. Jim McDermott (D)
8. Dave Reichert (R)
9. Adam Smith (D)

West Virginia
1. Alan Mollohan (D)
2. Shelley Moore Capito (R)
3. Nick Rahall (D)

Wisconsin
1. Paul Ryan (R)
2. Tammy Baldwin (D)
3. Ron Kind (D)
4. Gwen Moore (D)
5. Jim Sensenbrenner (R)
6. Tom Petri (R)
7. Dave Obey (D)
8. Steve Kagen (D)

Wyoming
1. Barbara Cubin (R)

## Nicht stimmberechtigte Abgeordnete
Im Repräsentantenhaus sitzen fünf nicht stimmberechtigte Delegierte aus den amerikanischen Territorien:
Amerikanisch-Samoa
- Eni Faleomavaega (D)

District of Columbia
- Eleanor Holmes Norton (D)

Guam
- Madeleine Bordallo (D)

Puerto Rico
- Luis Fortuño (R und PNP)

Amerikanische Jungferninseln
- Donna Christian-Christensen (D)